# Bildbetrachter

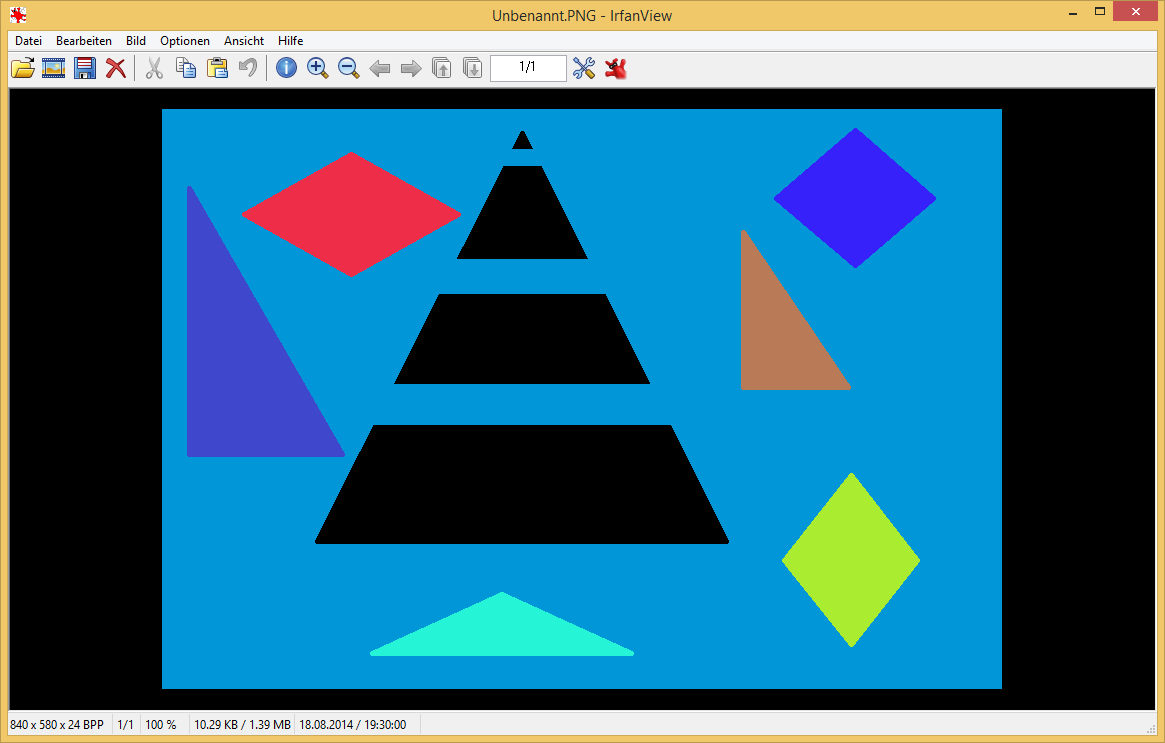
IrfanView, ein gängiger Bildbetrachter

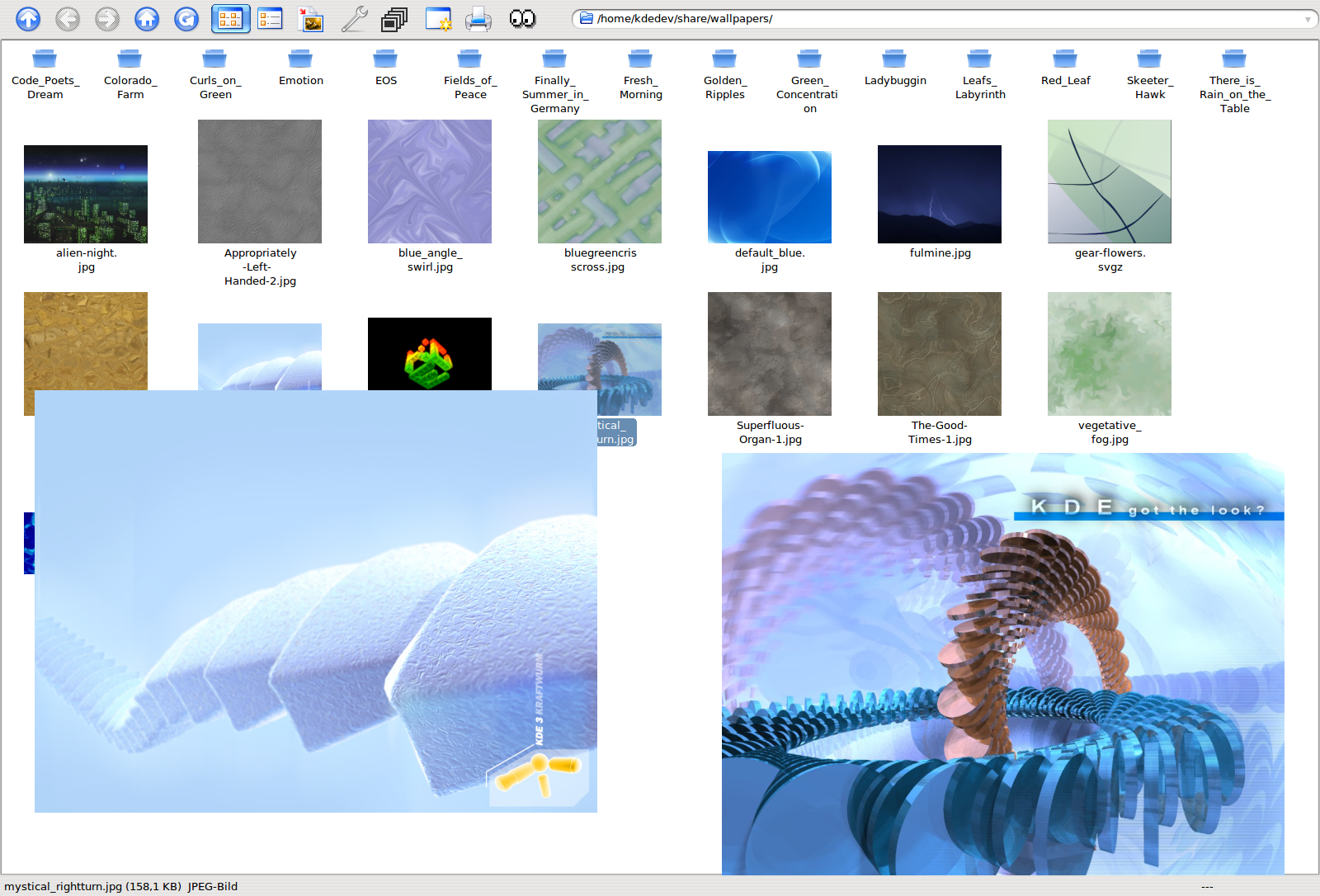
Anzeige eines Verzeichnisses von Hintergrundbildern in Kuickshow

Bildbetrachter sind Dateibetrachter, mit denen man Bilddateien ansehen kann. Im Gegensatz zu Bilderverwaltungsprogrammen steht bei ihnen nicht das Management größerer oder sehr großer Bildersammlungen, sondern die einfache Möglichkeit des schnellen und unkomplizierten Betrachtens im Vordergrund. Von Bildbearbeitungsprogrammen unterscheidet sie, dass sie oft nur rudimentäre oder gar keine Bearbeitungsmöglichkeiten bieten.

## Fähigkeiten

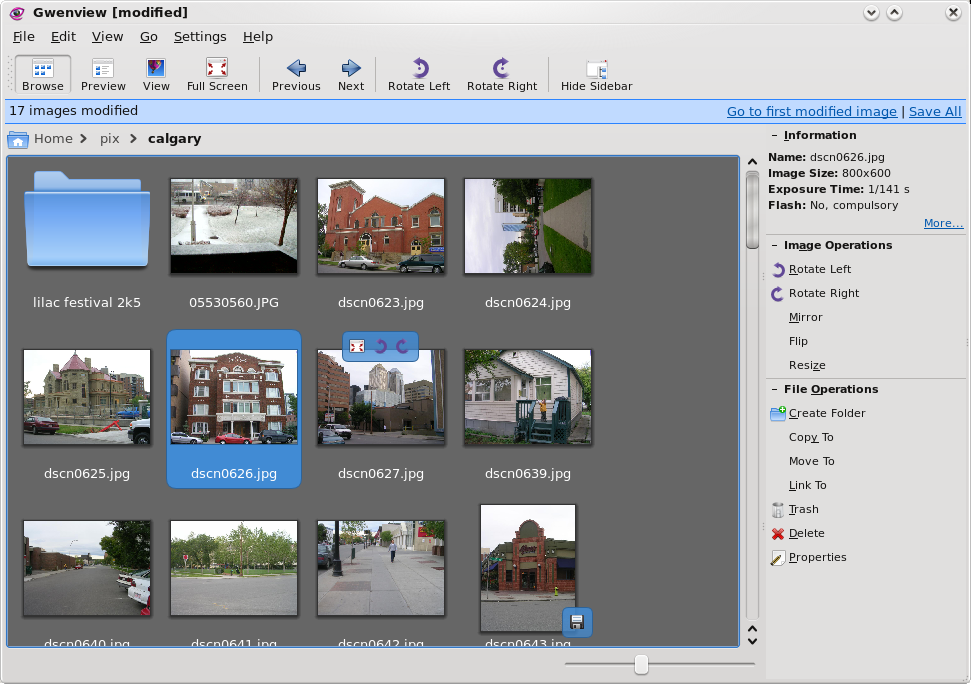
Gwenview unter KDE 4

Üblicherweise werden folgende Fähigkeiten geboten:

### Grafikformate
Ein Bildbetrachter sollte möglichst die gängigen Grafikformate verstehen. Die Möglichkeit zum Laden aller existierender Bildformate bietet kein einzelnes Programm, aber die Softwareautoren streben üblicherweise danach, möglichst viele Formate zu unterstützen. Das ist nicht zuletzt ein gern benutztes Werbeargument.

### Farbreduktion
Ein Bildbetrachter muss in der Lage sein, ein Bild auch dann anzuzeigen, wenn der beim Benutzer aktuell eingestellte Grafikmodus nicht alle Farben darstellen kann, die das Bild enthält. Es existieren verschiedene Verfahren, um Bilder auch bei eingeschränkten Farbmöglichkeiten auf dem Ausgabemedium noch möglichst gut zur Geltung zu bringen (Bildquantisierung und Dithering).

### Skalierung und Rotation
Bilder mit einer Auflösung größer als der aktuell eingestellte Grafikmodus muss ein Bildbetrachter verkleinern können, so dass sie komplett dargestellt werden können. Umgekehrt sollte auch eine Vergrößerung möglich sein. Üblicherweise wird eine Vielzahl von Stufen angeboten (Zoom).
Ebenso sollte das Programm mit einer Digitalkamera im Hochformat aufgenommene Fotos rotieren und die Bilder unabhängig von der Exif-Orientierung in der richtigen Lage abspeichern können. Sind die Bilder verlustbehaftet komprimiert worden (z. B. im JPEG-Format), so sollten sie nach der Rotation verlustfrei abgespeichert werden können, d. h. ohne neu komprimiert zu werden.

### Vorschaubilder
Vorschaubilder (Thumbnails) ermöglichen es dem Benutzer, eine Voransicht des in der Datei gespeicherten Bildes zu erhalten, ohne die Datei komplett zu laden beziehungsweise die Bilder mehrerer Dateien – etwa eines Verzeichnisses – gleichzeitig in einer Übersicht darzustellen. Damit die Vorschaubilder schneller angezeigt werden können, speichern einige Programme sie im Dateisystem zwischen, manchmal in einem eigenen Verzeichnis, manchmal in einer speziellen Bilddatenbank. Sinnvollerweise sollte ein Bildbetrachter bereits in der Bilddatei selbst abgelegte Vorschaubilder direkt nutzen können.

### Metadatenanzeige
Seit Digitalkameras und Bildverwaltungssoftware immer mehr Verbreitung finden, ist auch die Anzeige von in Bilddateien vorhandenen Metadaten üblich geworden. Dazu zählen insbesondere die in Exif-Headern und im IPTC-IIM-Standard gespeicherten Informationen.

### Zusatzfunktionen
Die meisten Bildbetrachter bieten noch eine oder mehrere Zusatzfunktionen:
- Dia-Show zeigt Bilder der Reihe nach in wählbarem Abstand ohne weitere Benutzeraktion an, ggf. mit Überblendeffekten
- Konvertierung zwischen Dateiformaten, z. B. von TIFF zu JPEG
- Export von Bildsammlungen in ein für das World Wide Web angemessenes Format (HTML-Übersichtsseite und verkleinerte Bilddateien, die schneller geladen werden können)
- Scannen von Bildern
- Einfache Bildbearbeitungsfunktionen
- Ausdrucken von einzelnen Bildern oder von Übersichtsseiten (Kontaktbögen)
- Direktes Ansprechen von Digitalkameras

## Gängige Bildbetrachtungsprogramme
- Linux: Eye of GNOME, Geeqie, Gwenview, Viewnior
- Windows: ACDSee, IrfanView, FastStone Image Viewer und Adobe Bridge
- macOS: Vorschau (Preview.app), GraphicConverter
- Diverse Betriebssysteme: XnView, Picasa und XV